# Matthew Gerrard
Matthew Gerrard é um compositor e escritor de canções que atualmente escreve músicas para os filmes e séries da Walt Disney. Ele faz parceria com seu colega de trabalho Robbie Nevil que sempre escreve músicas junto com ele.

## Lista de Músicas
Esta é a lista com o nome das músicas que ele ja escreveu e ajudou a escrever[carece de fontes?];

### High School Musical
- Start Of Something New
- We're All In This Together
- I Can't Take My Eyes off of You
- What Time Is It?
- Work This Out
- Gotta Go My Own Way
- Everyday
- All for one
- Now or Never
- I Want It All
- A Night To Remember
- Walk Away
- High School Musical

### Hannah Montana & Miley Cyrus
- Best of Both Worlds
- Who Said
- The Other Side of Me
- She's No You
- Nobody's Perfect
- Life's What You Make It
- Let's Get Crazy
- The Climb
- You'll Always Find Your Way Back Home
- I Learned From You

### The Cheetah Girls
- Cheetah Sisters
- Girl Power
- The Party's Just Begun
- Strut
- Do Your Own Thing
- Step Up
- Amigas Cheetahs
- Cherish the Moment
- Human
- Cheetah Love
- Dance Me If You Can
- What If
- Crazy on the Dance Floor
- One World

### Raven-Symoné
- Mystify
- Bump
- Typical
- This Is My Time

### Camp Rock
- Start the Party
- This Is Me
- We Rock
- others

### Corbin Bleu
- We Come to Party
- Push It to the Limit
- Celebrate You

### Vanessa Hudgens
- Never Underestimate a Girl
- Let's Dance

### Jessica Simpson
- Underneath

### Hilary Duff
- Santa Claus Lane
- Do You Want Me?
- Why Not

### JoJo
- Note to God
- Coming For You

### Nick Carter
- Help Me

### Avril Lavigne e Kelly Clarkson
- Breakaway

### David Archuleta
- A Little Too Not Over You
- Zero Gravity

### Nick Carter
- Help Me

### Lindsay Lohan
- What Are You Waiting For